# Metro 2033 (videojuego)

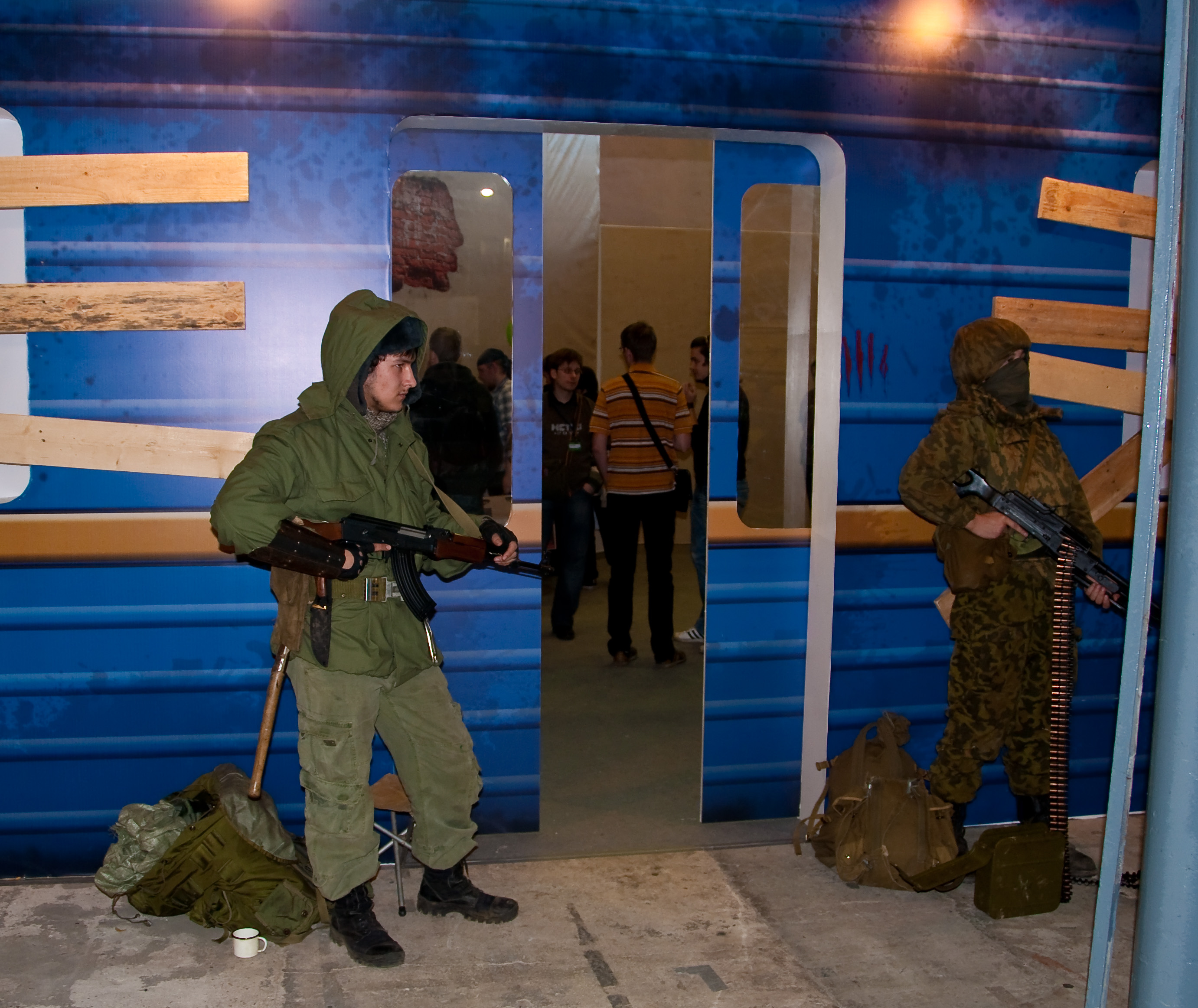
Stand promocional de Metro 2033 en IgroMir 2009.

Metro 2033 es un videojuego de terror que combina elementos de acción y con elementos de disparos en primera persona. El juego se basa en la novela Metro 2033 de Dmitri Glujovski.
Desarrollado por 4A Games en Ucrania y presentado en marzo de 2010 para la consola Xbox 360 y para PC con Microsoft Windows XP/Vista o 7. La versión para PlayStation 3 fue cancelada.
En marzo de 2006, 4A Games anunció una sociedad mercantil con Dmitri Glujovsky para colaborar juntos en el juego. El juego se anunció cinco meses antes en la Games Convention de 2009 en Leipzig con un tráiler del mismo. Cuando el juego fue anunciado, tuvo como subtítulo The Last Refuge (traducido como El último refugio) pero éste finalmente no fue usado por THQ. 
En junio de 2012 estaba considerado por algunos medios digitales como el juego más exigente en gráficos para PC por encima de títulos como Crysis 2 o Battlefield 3.
El 29 de agosto de 2014 se lanza Metro 2033 Redux para consolas de nueva generación y la plataforma digital Steam, una revisión del juego original con gráficos mejorada. Desarrollado por 4A Games y publicado por Deep Silver, considerada por la crítica como una buena remasterización o remaster. Finalmente, se publicó el 16 de abril de 2015 la versión para macOS, y poco antes la versión para Linux, disponibles para su descarga desde las plataformas digitales como Steam o la MacAppStore, junto con la secuela Metro: Last Light.

## Jugabilidad
El juego se desarrolla desde la perspectiva de un muchacho llamado Artyom. La historia tiene lugar en un Moscú postapocalíptico, mayoritariamente dentro del sistema del metro de la capital, donde el protagonista fue criado, pero ocasionalmente el jugador debe ir a la superficie para completar misiones o conseguir munición.
Los lugares visitados en el juego reflejan la atmósfera oscura de los túneles, aunque en una forma mucho más siniestra y tenebrosa. Fenómenos y ruidos extraños son frecuentes, y durante la mayor parte del juego, Artyom solo depende de su linterna para poder ver en la total oscuridad. Sin embargo, la superficie es aún más letal, debido a la radiación dejada por las bombas en el pasado, y se necesita usar una máscara de gas en todo momento para sobrevivir el aire tóxico. Muchas veces, las localizaciones del juego presentan una distribución intrincada, y el juego carece de cualquier forma de mapa. La única guía que tiene el jugador es una brújula, que no permite el uso de armas de fuego mientras se usa.
El juego tampoco contiene un medidor de salud: este es reemplazado por manchas de sangre en la pantalla y el palpitar de Artyom (que se incrementa cuanto más daño se recibe). Además, no hay ningún indicador que diga cuánto le falta para que el filtro de la máscara de gas se acabe, requiriendo que el jugador revise su reloj continuamente para ver cuanto tiempo le queda antes de tener que reemplazar el filtro por uno nuevo, aunque la respiración se volverá pesada y dificultosa, la vista borrosa y se comenzarán a oír voces. La máscara de gas, además, muestra arañazos o roturas dependiendo del daño que ha recibido en combate. Cuando la máscara se rompe totalmente, se debe cambiar para poder seguir respirando. Más allá de esto, el juego cuenta con elementos clásicos, como la cantidad de munición, filtros e inyecciones de adrenalina (que sirven para recuperar energía si no se puede esperar).
Sin embargo, el factor más importante del juego es la administración de la munición. Como, según la historia del juego, el dinero ha perdido valor, las propias balas se utilizan como moneda. Hay dos tipos de balas: las "balas de tierra", balas de baja calidad hechas por los habitantes del metro, y las balas militares, hechas antes de la guerra, que son mucho más poderosas y raras, y que sirven como la moneda del juego. Vale notar, que las balas de tierra pueden ser intercambiadas por balas militares, pero obviamente, se recibirán pocas balas de alta calidad aun cuando se le de al comerciante muchas de baja calidad. De esta forma, el jugador es obligado a cuidar sus recursos. El juego se basa completamente en la versión de un jugador, no posee multijugador ni en red local ni por Internet. En cambio ofrece la posibilidad de diferentes modos de juego local, aumentando el daño de los enemigos y el del jugador y eliminando el HUD (interfaz principal), para ofrecer un videojuego de disparos en primera persona más difícil para los jugadores expertos.

## Sinopsis
"Nací en Moscú. Pero no recuerdo nada de aquella época, no era más que un crío cuando las llamas del fuego nuclear devoraron el viejo mundo. Cuarenta mil personas nos salvamos refugiándonos en las estaciones del metro... en las entrañas de la ciudad. Ahora, veinte años después, solo un puñado de valientes se atreve a subir para recibir el abrazo de un invierno eterno... el metro era nuestro hogar y la fortaleza que nos protegía de los monstruos mutantes que vagaban por los túneles... Aun así, nunca renunciamos a la esperanza de volver a la superficie. Pero un día, se presentó una nueva amenaza que nos empujó a una guerra por la supervivencia de nuestra especie..."
El juego inicia con Artyom y Miller llegando a una torre de comunicaciones, la Torre Ostankino; allí se encuentran con un grupo de comandos para segundos después, ser atacados por cientos de Vigilantes y Demonios. Sufren bajas, Artyom tropieza y la pantalla se oscurece en el instante en que un demonio se dispone a atacarle.
El juego realiza un flashback ocho días antes; Artyom es despertado por su padrastro en su cuarto, y lo acompaña a recibir a Hunter, un comando que volvía de la superficie. Cuando se encuentran, los ataca un grupo de Nosalis. Después del ataque, el padre de Artyom habla sobre los oscuros: Los oscuros están allí aunque no los veas, 'Homo novus', el siguiente eslabón evolutivo ¿Has escuchado la teoría de la supervivencia del más apto? Pues, hemos perdido.... Luego son informados de que los oscuros han atacado un puesto de guardia. Al llegar y ver el estado de los hombres, Hunter dice a Artyom que irá tras los oscuros para investigarlos, y le pide que si no regresa de su misión, vaya a la estación Polis, y busque a un comando llamado Miller para que lo ayude a destruirlos ya que: "Hay que acabar con esta amenaza cueste lo que cueste".
Como es de esperar, Hunter no regresa así que Artyom idea un plan para salir de su estación e ir a la estación de Polis. Por ello, se alista en un convoy que llevará comida, armas y munición a la estación vecina de Riga, como parte de la alianza que se está forjando entre las estaciones de Exhibición y Riga.
Mientras Artyom y su caravana se dirigían a Riga, tuvieron que tomar un túnel de emergencia; al salir del túnel todos se desmayan y Artyom tuvo una visión sobre la muerte de Hunter por un Oscuro. Artyom y Eugene recuperan la consciencia; pero son perseguidos por cientos de Nosalis. Para cuando llegaron a la barricada un nosali hace caer a Artyom del carro y llega corriendo a la barricada, mientras estaban matando a los nosalis con un lanzallamas.

## Desarrollo
4A Games fue fundada por la gente que dejó GSC Game World un año antes del estreno de S.T.A.L.K.E.R.: Shadow of Chernobyl, en particular Oles' Shiskovtsov y Aleksandr Maksimchuk, progamadores que trabajaron en el desarrollo del motor X-Ray usado en la serie de S.T.A.L.K.E.R.. El motor del juego es un multiplataforma de 4A que funciona en Xbox 360, PlayStation 3 y Microsoft Windows. 
Esta es una de las polémicas en cuanto al desarrollo, ya que según Sergiy Grygorovych (fundador de GSC Game World, uno de los desarrolladores que participó en las primeras fases del SDK del motor), el motor está basado en el motor X-Ray, en contra de lo que sostienen 4A Games y Oles' Shiskovtsov en particular, que defienden que el motor es un desarrollo original de 4A Games.
El motor de 4A Games soporta Nvidia PhysX, AI vía GPU y una consola SDK para Xbox 360. La versión de PC incluye soporte DirectX11 y fue descrita como "una carta de amor a los jugadores de PC" porque los desarrolladores escogieron hacer especialmente fenomenal la versión del PC.
El 19 de febrero, THQ y 2K Games anunciaron el juego embebido con software y DRM de Steamworks. Este sistema es capaz de hacer que funcione el sistema de logros de Steam en Metro 2033, y el soporte técnico y el auto-almacenamiento de datos DLC.

## Requisitos técnicos
Requisitos mínimos:
- SO: 64-bit Ubuntu 12.04 o 14.04 o Fedora 22+ o Steam OS
- Procesador: Intel Core i5 2.7 GHz (or equivalent AMD)
- Memoria: 4 GB de RAM
- Gráficos: NVIDIA Geforce 460 / AMD 5850 with 2GB VRAM
- Almacenamiento: 10 GB de espacio disponible
- Notas adicionales: Due to OpenGL 4, Intel video cards no longer supported

Requisitos recomendados:
- SO: 64-bit Ubuntu 12.04 o 14.04 o Fedora 22+ o Steam OS
- Procesador: Intel Core i7 2.5 Ghz (or equivalent AMD)
- Memoria: 8 GB de RAM
- Gráficos: NVIDIA Geforce 680 / AMD 7870 with 2GB VRAM+
- Almacenamiento: 10 GB de espacio disponible
- Notas adicionales: Due to OpenGL 4, Intel video cards no longer supported

Requisitos mínimos:
- SO: Windows XP, Vista, o 7
- Procesador: CPU Intel Dual Core (cualquier Intel Core 2 Duo o superior) o compatible
- Memoria: 1 GB RAM
- Gráficos: Tarjeta compatible con DirectX 9 y Shader Model 3 (GeForce 8800, GeForce GT220 o superior)
- DirectX®: DirectX 9.0c

Requisitos recomendados:
- Procesador: Cualquier Intel Core Quad o un Dual Core a más de 3.0 GHz, o compatible
- Memoria: 2 GB RAM
- Gráficos: Tarjeta compatible con DirectX 10 (GeForce GTX 260 o superior)
- DirectX®: DirectX 10 o superior

Requisitos óptimos:
- Procesador: CPU Intel Core i7 o compatible
- Memoria: 8 GB RAM o más
- Gráficos: Tarjeta nVidia compatible con DirectX 11 (GeForce GTX 480 y 470) o compatible
- DirectX®: DirectX 11

Metro 2033 utiliza hardware y tarjetas compatibles con nVidia 3D Vision.
Para jugar Metro 2033 en 3D es necesario:
- Tarjeta nVidia GeForce GTX 275 o superior recomendado
- Un monitor de 120Hz (o superior)
- El kit nVidia 3D Vision
- SO: Microsoft Windows Vista o Windows 7

## Recepción
El juego fue recibido con críticas favorables, siendo puntuado en Metacritic con un 81/100 para la versión de Xbox 360 y un 77/100 para la versión de PC.
Game Informer lo elogió, dándole un 9/10.
Dakota Grabowski de GameZone le dio al juego un 8/10, comentando que "4A Games y THQ han sido capaces de desarrollar una historia maravillosa que merece ser contada, y el modo de un sólo jugador vale el tiempo de cada fanático de los FPS. El mundo es fascinante y con la enorme cantidad de detalles que 4A Games han implementado en todos entornos, invita a los jugadores a realizar el viaje varias veces. Metro 2033 es tan puro como su género y doy una alegre bienvenida a cualquier secuela que pueda llegar a buen término."
La publicación de X-Play puntuó al juego con una nota de 3/5; el periodista destacó la gran atmósfera del juego, la atención al detalle y que ofrece algunos momentos verdaderamente escalofriantes. El crítico también puntuó que ellos "no lo pudieron jugar lo suficiente por su agonizante atmósfera."
GameSpot calificó el juego con un 7.5/10 en la versión de Xbox 360 y con un 8/10 para la versión de PC; destacó la atmósfera del juego, pero resaltó problemas con la inteligencia artificial y las animaciones.
IGN le dio al juego una calificación de 6.9/10, citando la velocidad de imágenes por segundo, los errores y su decepción con los problemas gráficos.
También se ha criticado la similitud de las caras de los personajes en el juego. Así un personaje con un rostro en cierta parte del juego se repite más adelante como otra persona, con otro traje o ropa.

## Secuela
En junio del 2010, 4A Games anunció Metro 2033, mismo que alojaría los planos para la versión en 3D de Metro 2033.
Más tarde, en 2011, fue anunciado que el nombre de la secuela sería: Metro: Last Light, ya que los creadores no respetaron el segundo libro, haciendo una secuela directa de "Metro 2033", en la cual Artyom ocupó de nuevo el rol de protagonista.